# Installation permanente de contre-sens

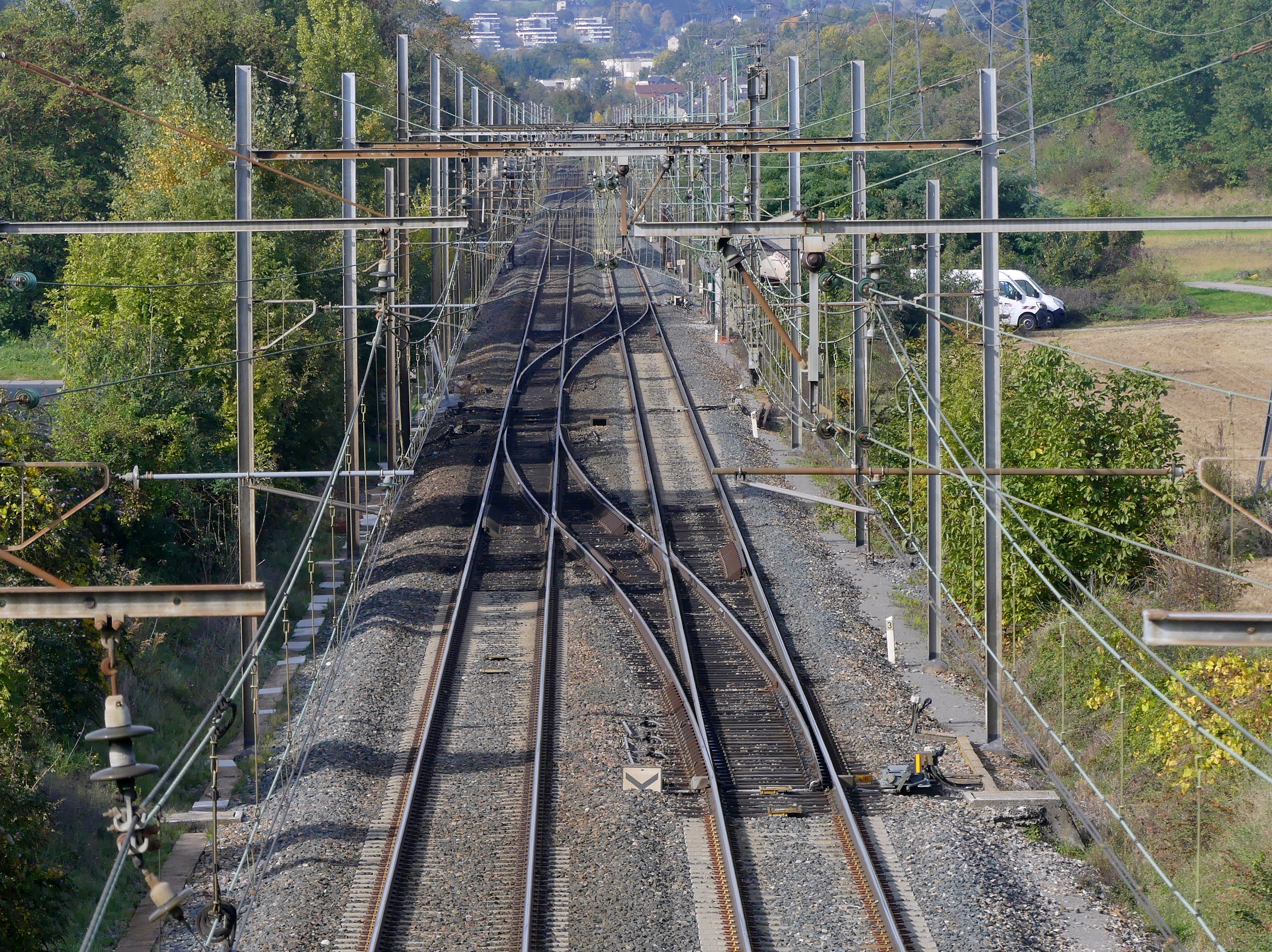
Aiguilles d'IPCS sur la ligne de la Maurienne au sud de Chambéry.

Une installation permanente de contre-sens (IPCS) est un dispositif technique utilisé en France qui permet la circulation en sens inverse des trains sur les deux voies d'une section de ligne à double voie. Il est utilisé lorsque l'une des voies n'est pas utilisable. Exemples :
- travaux.
- obstacles divers (ex : chute d'arbre arbre sur la voie)
- gestion de la circulation (permettre de dépasser un train en panne, ou un train omnibus par un train direct).

L'IPCS est installé sur certaines lignes de chemin de fer à double voie dont le trafic justifie l'investissement (la Maurienne, Givors–Saint-Étienne, Creil–Longueau, Mantes–Vernon, etc.).

## Histoire
Les tronçons de Chambéry à Saint-Pierre-d'Albigny et de Givors à Saint-Étienne constituent les premières sections de ligne équipées d'IPCS en 1972. Les performances étaient alors inférieures à celles observées sur une voie banalisée dotée du BAL.

## Caractéristiques
En contre-sens, les signaux sont implantés à droite (à gauche sur les lignes d'Alsace et de Moselle où la circulation se fait normalement à droite). Les cantons de contre-sens sont soit des cantons de BAL (cantons courts), soit des cantons longs à block absolu. La vitesse maximale autorisée est fréquemment plus faible qu'en sens normal.
L'entrée dans l’installation à contre-sens est matérialisée par un signal « Tableau d'entrée à contre-sens » dit « TECS » indiquant au conducteur que les signaux qui le concernent sont implantés à droite. En sortie, le conducteur rencontrera un « Tableau de sortie de contre-sens » ou « TSCS » lui indiquant que les signaux qui le concernent sont désormais implantés à gauche.
Ainsi, le trafic peut s'écouler plus facilement en cas d'incident en ligne ou de travaux. Par exemple, un train arrêté entre deux gares sur la voie 2 pourra être dépassé en contre-sens sur la voie 1. Ce système permet donc de gérer des dépassements sans arrêt de la circulation la plus lente.

Un tableau d'entrée à contre sens (TECS).  NB : en Alsace-Moselle où la circulation se fait à droite (contrairement au reste de la France), ce tableau montre une sortie de contre sens.
Un tableau de sortie de contre sens (TSCS).  NB : en Alsace-Moselle où la circulation se fait à droite (contrairement au reste de la France), ce tableau montre une entrée à contre sens.

## Schéma de principe de la signalisation d'une section de ligne équipées d'IPCS

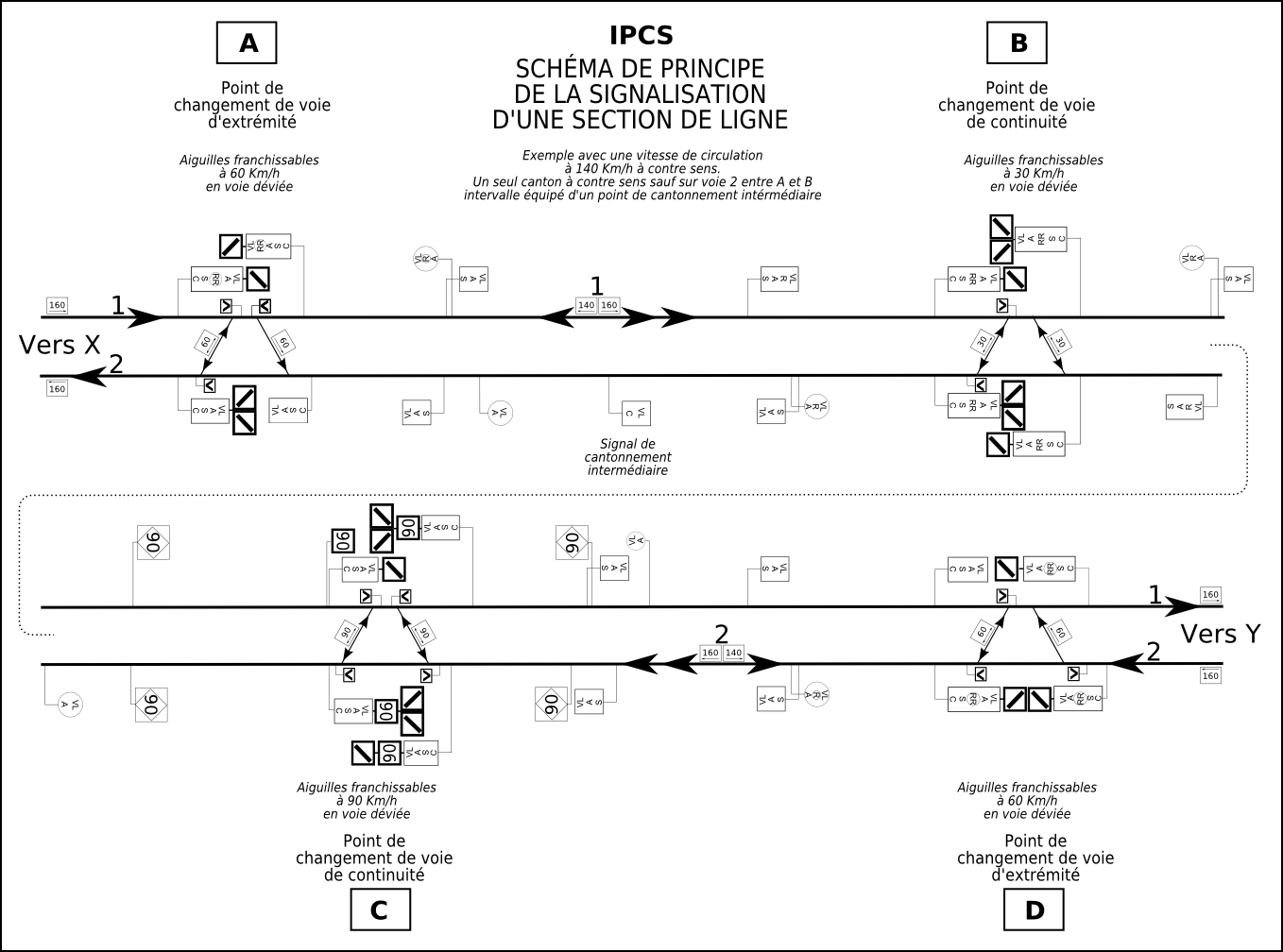